# 8855 Miva
A 8855 Miva (ideiglenes jelöléssel 1991 JL) a Naprendszer kisbolygóövében található aszteroida. Ótomo Szatoru és Muramacu Oszamu fedezte fel 1991. május 3-án.